# Николай Пирогов
Никола́й Ива́нович Пирого́в е знаменит руски лекар и хирург, анатом, естествоизпитател и педагог, член-кореспондент на Руската академия на науките. Той е един от основателите на научната хирургия и хирургията като изследователско медицинско поле , заедно с изключително добрата практическа хирургия. В действителност Пирогов е сред създателите на военната полева хирургия, бидейки на фронта по време на 3 войни: Кримската война, Френско-пруската война и Руско-турската война (1877 – 1878). Военната хирургия дава началото на съвременната спешна хирургия, тъй като лечението на военните на фронта е едно лечение веднага, те се изнасят или извеждат от полевата линия и се завеждат при лекар, хирург или в отделение за преглед и лечение, така че знанието, което при руските войни, руско-турските, както на други страни се натрупва на базата на лечение на военните на фронта, както също и превенция, това става част от спешната хирургия, която от своя страна подпомага хирургията, която може да бъде и не към спешните отделения. Не е вярна теорията, че военно-полевия лекар или хирург не може да бъде лекар или хирург в мирни условия, напротив неговите знания надвишават множествено в пъти, тези на лекарите, обучаващи се в мирни условия, заради сложността на случаите, ситуациите, както практическите наличности за лекаря и хирурга на военния фронт.

## Биография
Николай Пирогов произхожда от семейство на служещи. Баща му е военен касиер – майор Иван Иванович Пирогов, а майка му се казва Елисавета Ивановна. Той е 13-о дете (от общо 14) и сред 6-те оцелели деца на семейството.
Благодарение на бащината си среда Николай Пирогов от малък израства сред хора от руския царски елит и интелигенция, които често се събират в обширния семеен дом на Пирогови. Сред тях има известни лекари, които обръщат внимание на малкия Николай и събуждат интереса му към медицинската наука.
На 11 години Пирогов постъпва в най-добрия за времето си пансион в Москва. Една случка възпрепятства неговото развитие – заместникът на баща му укрива 30 хиляди рубли от военното ковчеже. Властите не успяват да намерят парите и прехвърлят вината върху баща му Иван Пирогов. Цялото семейно имущество на Пирогови е продадено, а пари за пансиона на Николай няма. В този трагичен момент на помощ на семейството се притичва близък приятел, лекар на семейството, професор Ефрем Осипович Мухин. Той предлага Николай да бъде записан да учи медицина, за да има шанс за развитие и реализация. На Николай са му приписани 2 години възраст, за да стигне минималната от 16, като условие да бъде приет в университет. Така през 1824 г., само на 14 години, той е приет в Медицинския факултет на Московския университет след успешно положени изпити.
През 1825 г. умира баща му. На 17 години е допуснат до изпит за придобиване на лекарска диплома. Завършва с отличие като един от първите в класа си. По негово време е основан професорски институт към най-добрия за времето си Юревски университет за следдипломна квалификация в град Дерпт (дн. Тарту, Естония). Николай Пирогов успява да се класира за него през 1828 г. и първоначално идеята му е да се занимава с физиология, но поради липсата на подобен профил, започва да работи хирургия. По-късно е представен на знаменития професор по хирургия Йохан Кристиан Мойер (Иван Филипович). Мойер е силно впечатлен от младия лекар и скоро Пирогов започва да живее под покровителството на професора в дома му. Първото му отличие, за което получава златен медал, е съчинение на тема „Какво следва да се има предвид при лигиране на големи съдове по време на операция“, през 1829 г.
През 1832 г. Николай Пирогов защитава дисертация на тема „Явява ли се лигирането на коремната аорта при аневризма в ингвиналната област лесно изпълнима и безопасна намеса“, за която придобива титлата доктор на науките. Заминава за Берлин и продължава да се развива като хирург. При прочитането на дисертацията му немските професори пожелават да бъде преведена на немски. След това Пирогов предпочита да продължи развитието си в Гьотинген, под ръководството на професор Лангенбек. Лангенбек е смел и дързък хирург, един от асовете на военната хирургия при лечението на огнестрелни рани, ненавиждащ подмотванията и опериращ там, където другите се страхуват и не рискуват. Пирогов се учи от него на бърза и чиста хирургическа техника.
През 1836 г., на 26 години, Пирогов се връща в Юревския университет като професор по хирургия. Обещаното му място на професор в Московския медицински факултет е заето от друг, така че заминава за Санкт Петербург, където заема професорско място в Медикохирургическата академия, създавайки първата клиника по хирургия и откривайки пространство за ново направление в медицинската практика – болничната хирургия.
През 1842 г. Николай Пирогов се жени за 12 години по-младата Екатерина Димитриевна Берьозина. Една година по-късно се ражда първият им син – Николай, а вторият – Владимир, се появява на бял свят през 1846 г. След второто раждане съпругата на Пирогов умира. Той изпада в депресия, която го държи около половин година извън науката, след което отново започва да работи активно. През 1850 г. се жени за втори път за 25-годишната Александра Бисторм.
През 1853 г. Пирогов заминава за Севастопол като военен хирург по време на Кримската война. Там оперира целодневно без почивка, реализирайки идеята си за медицинска сортировка – разпределение на ранените според тежестта на травмата. За първи път прилага гипсовите превръзки при счупвания на крайниците, подобрявайки зарастването и снижавайки инвалидността. По негова инициатива се създават групи от милосърдни сестри, които да помагат на лекаря на фронта.
През 1870 г. е на фронта на Френско-пруската война по покана на Червения кръст.

## Руско-турска война (1877 – 1878)
Въпреки че Пирогов вече е на преклонна възраст, руският император Александър II се сеща за него по време на Руско-турската война. Императорът е в България през август 1877 г., когато призовава Пирогов като ненадминат хирург и организатор за нуждите на военните действия. Въпреки че по негово време в България са професор Боткин (личен лекар на императора и създател на вътрешната медицина в Русия), професор Склифасовски, професор Ерисман (създател на руската медицинска хигиенна наука), нуждата от 67-годишния Пирогов е осезаема, а неговото присъствие на фронта належащо. Той приема да пристигне в България при условие, че му бъдат предоставени неограничени права на действие. Желанието му е удовлетворено и на 10 октомври 1877 г. Пирогов пристига в България, като пребивава в изградената военно-полева болница в село Горна Студена (Свищовско), където е главната квартира на руското командване.
По време на Руско-турската освободителна война осъществява мащабна дейност, обследвайки, организирайки и проверявайки ефективността на лечението, като подсигурява интендантското снабдяване с войнишко облекло, храненето, презимуването на ранени и болни във военно-временните болници в Свищов, Згалево, Българене, Горна Студена, Търново, Бохот, Бяла, Плевен. От 10 октомври до 17 декември 1877 г. Пирогов изминава с бричка и шейна около 700 км при 12 000 кв. км заета от русите площ между реките Вит и Янтра. Посещава общо 11 руски военно-временни болници, 10 дивизионни лазарета, 3 аптечни склада, разположени в 22 населени места. През този период лекува и оперира много българи.
Края на дните си Николай Пирогов прекарва в имението си в село Вишня, днес квартал на Виница в Украйна, където и умира.

## Научно-приложна дейност
Николай Иванович Пирогов като учен и педагог изследва и прилага методите на анестезията с етер в хирургичната практика, а по-късно и в полеви условия. Занимава се и с топографска анатомия на фасциите и тяхното значение; подобрява и изнамира нови методи за съдов достъп; съдейства за извеждане на хигиената на по-високо ниво, правилно оценявайки значението ѝ, като развива асептиката и антисептиката; занимава се с естетична хирургия и пише трудове за ринопластиката; полага основите на военно-полевата хирургия и топографската анатомия; интересувайки се от епидемиология и инфектология, пише труд за епидемията от холера, изказвайки предположения за разпространението на заразите; изнася пространни, ясни и достъпни лекции; прави авторски медицински скици и рисунки; пише редица научни трудове и медицински атласи, сред които е и „Ледена анатомия“.

## Международно признание
Четири години след смъртта на Пирогов е основано дружеството „Пирогов“ на руски лекари. През 1947 г. в град Виница (днешна Украйна) е създаден музей на Пирогов. През 1951 г. е основана болницата по спешна медицина „Пирогов“ в София по подобие на други центрове за спешна помощ в Съветския съюз. Признателният български народ издига в негова чест 26 обелиска, 3 ротонди и паметник в Скобелевия парк в Плевен. В село Бохот, Плевенско, на мястото на руската военно-временна болница, е изграден Парк-музей „Николай Иванович Пирогов“. Също така на името на хирурга са наименувани различни анатомични структури. През 1960 г. в Съветския съюз са пуснати пощенски марки с лика на Пирогов.

## Виж още
- Институт Пирогов, София